# Diocesi di Kenema
La diocesi di Kenema (in latino Dioecesis Kenemaënsis) è una sede della Chiesa cattolica in Sierra Leone suffraganea dell'arcidiocesi di Freetown. Nel 2023 contava 89.775 battezzati su 1.678.755 abitanti. È retta dal vescovo Henry Aruna.

## Territorio
La diocesi comprende i distretti della Provincia dell'Est della Sierra Leone.
Sede vescovile è la città di Kenema, dove si trova la cattedrale di San Paolo.
Il territorio è suddiviso in 16 parrocchie.

## Storia
La diocesi è stata eretta l'11 novembre 1970 con la bolla Praeclaris verbis di papa Paolo VI, ricavandone il territorio dall'arcidiocesi di Freetown e Bo (oggi arcidiocesi di Freetown).

## Cronotassi dei vescovi
Si omettono i periodi di sede vacante non superiori ai 2 anni o non storicamente accertati.
- Joseph Henry Ganda † (11 novembre 1970 - 4 settembre 1980 nominato arcivescovo di Freetown e Bo)
  - Sede vacante (1980-1984)
- John Christopher O'Riordan, C.S.Sp. † (4 giugno 1984 - 26 aprile 2002 ritirato)
- Patrick Daniel Koroma † (26 aprile 2002 - 14 dicembre 2018 deceduto)
- Henry Aruna, dal 26 gennaio 2019

## Statistiche
La diocesi nel 2023 su una popolazione di 1.678.755 persone contava 89.775 battezzati, corrispondenti al 5,3% del totale.
| anno | popolazione | popolazione | popolazione | presbiteri | presbiteri | presbiteri | presbiteri                | diaconi | religiosi | religiosi | parrocchie |
| anno | battezzati  | totale      | %           | numero     | secolari   | regolari   | battezzati per presbitero | diaconi | uomini    | donne     | parrocchie |
| ---- | ----------- | ----------- | ----------- | ---------- | ---------- | ---------- | ------------------------- | ------- | --------- | --------- | ---------- |
| 1980 | 8.727       | 727.000     | 1,2         | 27         | 5          | 22         | 323                       |         | 22        | 26        |            |
| 1990 | 16.132      | 1.025.000   | 1,6         | 22         | 5          | 17         | 733                       |         | 21        | 31        |            |
| 1997 | 16.867      | 1.000.000   | 1,7         | 17         | 13         | 4          | 992                       |         | 4         |           |            |
| 2000 | 15.204      | 600.000     | 2,5         | 12         | 9          | 3          | 1.267                     |         | 3         |           |            |
| 2001 | 15.402      | 800.000     | 1,9         | 12         | 8          | 4          | 1.283                     | 3       | 13        |           |            |
| 2002 | 19.143      | 900.000     | 2,1         | 14         | 10         | 4          | 1.367                     |         | 9         |           |            |
| 2003 | 21.049      | 1.223.608   | 1,7         | 18         | 14         | 4          | 1.169                     |         | 8         |           | 15         |
| 2004 | 21.375      | 1.248.080   | 1,7         | 19         | 14         | 5          | 1.125                     |         | 11        | 1         | 15         |
| 2006 | 72.857      | 1.258.784   | 5,8         | 20         | 15         | 5          | 3.642                     |         | 11        | 2         | 15         |
| 2007 | 74.000      | 1.325.285   | 5,6         | 18         | 14         | 4          | 4.111                     | 1       | 12        | 5         | 15         |
| 2013 | 85.923      | 1.448.486   | 5,9         | 18         | 15         | 3          | 4.773                     |         | 11        | 21        | 15         |
| 2016 | 89.900      | 1.515.000   | 5,9         | 21         | 18         | 3          | 4.280                     |         | 11        | 21        | 15         |
| 2019 | 96.000      | 1.622.300   | 5,9         | 20         | 17         | 3          | 4.800                     |         | 7         | 22        | 16         |
| 2021 | 87.481      | 1.679.700   | 5,2         | 28         | 20         | 8          | 3.124                     |         | 11        | 22        | 19         |
| 2023 | 89.775      | 1.678.755   | 5,3         | 28         | 19         | 9          | 3.206                     |         | 12        | 19        | 16         |